# 6183 Віском
6183 Віском (6183 Viscome) — астероїд головного поясу, відкритий 26 вересня 1987 року.
Тіссеранів параметр щодо Юпітера — 3,457.